# Kiss Me Good-Bye
『Kiss Me Good-Bye』（キス ミー グッバイ）は、2006年3月15日にエピックレコードジャパンから発売されたアンジェラ・アキ3枚目のシングル。同年5月16日にはアメリカでもiTunesによるダウンロード配信でリリース。

## 解説
- 楽曲のキャッチコピーは『あなたが愛した人は、誰ですか?』。
- スクウェア・エニックス制作PlayStation 2用ゲームソフト『ファイナルファンタジーXII』挿入歌として起用された。
- DVD付初回限定盤[1]と通常盤[2]の2形態で発売。DVDにはファイナルファンタジーXIIとのコラボレーション・ミュージック・ビデオを収録。
- アンジェラ作品として唯一UMDでミュージック・ビデオが発売された作品であり、自身最初の映像メディアとなった作品。

## 収録曲

### 日本

#### CD
- 作詞・作曲：アンジェラ・アキ（特記以外）
- 編曲：アンジェラ・アキ／松岡モトキ

1. Kiss Me Good-Bye
作曲：植松伸夫
オリジナル曲として現在唯一の他者作曲。作曲者・植松はアンジェラに対して「僕が書いた曲ではあるけれども、これをあなたがシンガーとして歌うのではなくて、シンガーソングライターとして歌うとすれば、どのように表現するのかを追求してもらいたい」という注文を付けて楽曲を渡したという。アンジェラもそれに応える形でピアニストとして参加し、シンガーソングライターとして歌うという新しい挑戦として捉え、「自分の世界に近い作品にしたい」という思いもあり、現在のような形に落ち着いた。実は元々植松が用意した楽曲は直前になって「何か違う」ということで曲を変更し、現在のものになったという。なお、タイトルの意味は直訳すれば「キスをしてさようなら」というような意味になるが、全ての終わりではなくその先があるといった意味合いを持つために「さようならのキスをして」という意味合いで付けられたタイトルであるという。
2. Sante Fé
英語詞で描かれたオリジナル曲。ややジャズ寄りのバンド的なイメージの楽曲となっている。この楽曲はかなり初期の頃からライブ演奏されているものであり、今回で初音源化となった。なお、彼女の英語詞によるオリジナル曲がシングルになったのはこの曲が最初である。
3. 青い影
作詞：キース・リード　作曲：ゲイリー・ブルッカー／マシュー・フィッシャー
プロコル・ハルムが1968年に発表したデビュー曲のカヴァー。原題は「Whiter Shade Of Pale」となるが、アンジェラはこの邦題を高く評価しており、本作では敢えて邦題を使用している。ここに収められているアンジェラヴァージョンは弾き語りで収録され、キー、演奏、訳詞に至るまで全く独自のものになっている。
4. Kiss Me Good-Bye -featured in FINAL FANTASY XII-
作曲：植松伸夫　編曲：福井健一郎
ゲーム内で使用されているタイトル曲の英語版。元々完成したのは日本語版ではなくこちらが先。ありがちな、バックの演奏が同じで歌詞違いというものではなく、完全に演奏も別に録音されたものである。こちらの演奏ではよりオーケストラ色が強くなり、1トラック目のものにあったピアノのイントロが無く、途中には間奏が含まれており、終盤にサビが2度続くという構成で、徹底的に1トラック目の日本語バージョンとの差別化を図っている。これは、日本語と英語とでは、歌詞の意味が微妙に異なることや、自身が元々「別の作品」として製作していたことも関係する。曲の長さも僅かに短くなっている。2014年のラストライブでは久々にこちらのバージョンで演奏された。

#### DVD　初回限定盤
1. ファイナルファンタジーXII + アンジェラ・アキ コラボレーション・ミュージック・ビデオ "Kiss Me Good-Bye"

### アメリカ
1. Kiss Me Good-Bye (featured in FINAL FANTASY XII)
2. Sante Fe
3. Eyes On Me
  - （作詞：染谷和美　作曲：植松伸夫　編曲：松岡モトキ／アンジェラ・アキ）
4. Kiss Me Good-Bye (Japanese Version)

## カバー
- 三浦あずさ（声：たかはし智秋）
ゲーム『THE IDOLM@STER』コンピレーションアルバム『THE iDOLM@STER MASTER ARTIST 07 三浦あずさ』に収録。

## 参考資料
各種インタビュー記事